# Edward Linskens
Edward Linskens (Venray, 6 novembre 1968) è un ex calciatore olandese, di ruolo centrocampista.

## Palmarès

### Competizioni nazionali
- Campionato olandese: 2

PSV: 1987-1988, 1988-1989
- Coppa dei Paesi Bassi: 2

PSV: 1987-1988, 1988-1989

### Competizioni internazionali
- Coppa dei Campioni: 1

PSV: 1987-1988